# 林济塘谷地
林济塘谷地，亦作林济塘洼地、林济塘盆地，是一個位於中华人民共和国新疆维吾尔自治区和田地区與印度有領土爭議的阿克赛钦的內流盆地。盆地位於青藏高原的重要构造单元喀喇昆仑地体，是一個中生代盆地地层。